# Carlos Pineda Alvarado
Carlos Trompudo Pineda (* Guayaquil, Provincia del Guayas, Ecuador, 21 de febrero de 1937 - † Guayaquil, Provincia del Guayas, Ecuador, 6 de abril de 2000 ) fue un futbolista ecuatoriano que jugaba de volante central. 

## Trayectoria
Durante su niñez habitó en el popular barrio de Camilo Destruge y Chimborazo, en la ciudad portuaria de Guayaquil, y jugaba en el Club Sport Nacional que participaba en los campeonatos de la liga Juan Díaz Salem. A los 15 años, en 1952, fue fichado por el Panamá de la Segunda Categoría. Al año siguiente debutó en Primera, cuando ascendieron.
En 1959, cuando tenía 22 años, llegó a Emelec y debutó el 1 de mayo de 1960 en un partido amistoso contra el Cúcuta Deportivo de Colombia, el cual marcó el único gol de su equipo que terminó empatando a un gol. En sus primeros años jugaba de interior derecho, después se acoplaría al puesto de volante central. Durante los años que estuvo en Emelec fue parte del Ballet Azul.
El mejor período futbolístico de Pineda lo experimentó en el equipo eléctrico. Tuvo una larga carrera en sus filas, la cual finalizó en 1968. Como jugador se caracterizaba por su estilo aguerrido y con gran temperamento, aunque no exento de técnica y habilidad, situación que lo convirtió en un ídolo de la hinchada de su club. A tal punto llegó a ser conocido su carácter fuerte dentro de la cancha, que se creó el dicho popular y que traspasó las fronteras, “No te pongas trompudo” , “No te pongas Pineda”, que significaba “no te pongas de mal genio”.
En palabras del jugador: Es que no admito perder. El fútbol entró en mí, y lo siento a mi manera. En la vida hay que ganar siempre, luchar y defender lo que se hace. No entiendo como ahora pueden perder e irse tan campantes. Antes, no. Perder era malísimo. Es que jugábamos por la camiseta y no por el dinero.
Con Emelec, se alzó 2 veces Campeón de Ecuador (1961 y 1965); 3 veces Campeón de Guayaquil (1962, 1964 y 1966); 4 veces vicecampeón nacional (1960, 1963, 1966 y 1967; y disputó 4 Copas Libertadores de América.

## Selección nacional
Fue internacional con la Selección de fútbol de Ecuador en 5 ocasiones. Su debut fue el 14 de marzo de 1963 en el Campeonato Sudamericano ante Paraguay y su único tanto se lo hizo a Argentina en la misma competición.

## Clubes
| Club   | País    | Año         |
| ------ | ------- | ----------- |
| Panamá | Ecuador | 1953 - 1958 |
| Emelec | Ecuador | 1959 - 1968 |

## Palmarés

### Campeonatos locales
| Título                  | Club   | País    | Año  |
| ----------------------- | ------ | ------- | ---- |
| Campeonato de Guayaquil | Emelec | Ecuador | 1962 |
| Campeonato de Guayaquil | Emelec | Ecuador | 1964 |
| Campeonato de Guayaquil | Emelec | Ecuador | 1966 |

### Campeonatos nacionales
| Título             | Club   | País    | Año  |
| ------------------ | ------ | ------- | ---- |
| Serie A de Ecuador | Emelec | Ecuador | 1961 |
| Serie A de Ecuador | Emelec | Ecuador | 1965 |